# شهرستان یارسکی
شهرستان یارسکی (به لاتین: Yarsky District) یک شهرستان در روسیه است که در اودمورتیا واقع شده‌است.